# Jack Anderson (Radsportler)
John „Jack“ Anderson (* 2. Juni 1987) ist ein australischer Radrennfahrer.
Jack Anderson wurde 2007 auf Etappen der Canberra Tour und der Tour de Perth jeweils Zweiter und belegte bei der Tour of Perth auch in der Gesamtwertung den zweiten Platz. Von Oktober 2008 bis Ende 2009 fuhr Anderson für das australische Continental Team Budget Forklifts. Bei der Tour of Wellington 2009 war er mit seinem Team bei dem ersten Teilstück, dem Mannschaftszeitfahren erfolgreich. Im Februar 2009 bei den Ozeanienmeisterschaften in Australien gewann er die Goldmedaille im Einzelzeitfahren der U23-Klasse vor seinem Landsmann Michael Matthews und dem Neuseeländer Sam Horgan. Bei der Mersey Valley Tour war Anderson auf dem ersten Teilstück erfolgreich und belegte den zweiten Platz in der Gesamtwertung. Ende der Saison startete er im U23-Einzelzeitfahren bei den Straßen-Radweltmeisterschaften in Mendrisio, wo er den 41. Rang belegte. 2013 siegte er im Eintagesrennen Grafton to Inverell Cycle Classic.

## Erfolge
2009
- Mannschaftszeitfahren Tour of Wellington
- Ozeanienmeister – Einzelzeitfahren (U23)
- Mannschaftszeitfahren Tour de Singkarak

2011
- Mannschaftszeitfahren Czech Cycling Tour

2013
- Ozeanienmeister – Straßenrennen

## Teams
- 2008 ORD Minnett-Triple Play / Team Budget Forklifts
- 2009 Team Budget Forklifts
- 2010 Endura Racing
- 2011 Endura Racing
- 2012 Endura Racing
- 2013 Team Budget Forklifts
- 2014 Drapac Cycling
- 2015 Team Budget Forklifts 1